# Бријареј
Бријареј (који се још назива и Егеон) је у грчкој митологији био један од Хекатонхира. 

## Етимологија
Име потиче од грчке речи briaros, што значи „храбар“ или „јак“.

## Митологија
Попут своја два брата, замишљан је као сторуки џин са педесет глава. Био је син Урана и Геје. Њега је Тетида звала да спасе Зевса када су Хера, Посејдон и Атена хтели да га окују. Такође, помиње се као судија у спору Посејдона и Хелија око Истма, који је доделио Посејдону, а Хелију Акрокоринт. Аполоније са Рода представља Бријареја као бога Егејског мора и сина Понта и Геје. Други аутори га виде као гиганта, а неки опет као киклопа. У сваком случају, он и његова браћа персонификују моћ природе, посебно вулканских ерупција. У ствари, сам Бријареј је протумачен као божанство морских олуја. Био је ожењен Посејдоновом кћерком Кимополејом, са којом се настанио на дну Егејског мора. Са њом је можда имао кћерку Еолику, а приписује му се и кћерка Етна. Једној од његових кћери је наводно припадао Хиполитин појас. Када је Херакле стигао до Јужне Нумидије, основао је град Хекатомпул. Потом је избио до Океана у близини Гада и ту поставио стубове (Абил и Калп) са обе стране мореуза. Међутим, неки оспоравају да их је поставио Херакле и да су се они раније звали „Бријарејеви стубови“, према овом диву који је био чувен чак дотле. С друге стране, неки извори наводе да је раније Хераклово име у ствари било Бријареј.

## Тумачење
Према неким изворима, мит о побуни богова против Зевса је у ствари метафорична прича о побуни принчева вазала на двору хеленског великог краља која га је замало стајала престола. Њега спашава нехеленска дворска гарда, регрутована из Македоније, која је родно место Бријареја.